# Concepteur lumière
 (novembre 2020).
Le concepteur lumière, ou éclairagiste, dans le domaine de l'architecture ou de l'urbanisme, conçoit et réalise des projets d'éclairage et des mises en lumière pérennes d'espaces intérieurs ou extérieurs.

## Description
Il peut contribuer à des constructions neuves ou des rénovations, à des aménagements urbains ou paysagers, ou à des mises en valeur du patrimoine bâti. Il peut également être sollicité en muséographie, dans l'hôtellerie ou pour l'éclairage d'espaces de vente.
Le concepteur lumière intervient au sein de l'équipe de maîtrise d’œuvre, aux côtés des architectes, paysagistes, urbanistes, scénographes, designers et bureaux d’étude.
En réponse à un contexte ou une problématique donnés, le concepteur lumière doit proposer des solutions créatives, innovantes, respectueuses des normes et de l’environnement. A cette fin, il mobilise des compétences très larges, relevant à la fois de la création et de l'ingénierie.
Le métier de concepteur lumière s’est développé en France à partir des années 1980, sous l'impulsion de personnalités venues de domaines variés (spectacle vivant, architecture, urbanisme, design, ingénierie, arts plastiques, direction photo).